# Oyochrysa spadix
Oyochrysa spadix is een insect uit de familie van de gaasvliegen (Chrysopidae), die tot de orde netvleugeligen (Neuroptera) behoort. 
Oyochrysa spadix is voor het eerst wetenschappelijk beschreven door Brooks in 1985.